# Euaresta reticulata
Euaresta reticulata är en tvåvingeart som först beskrevs av Friedrich Georg Hendel 1914.  Euaresta reticulata ingår i släktet Euaresta och familjen borrflugor. Inga underarter finns listade i Catalogue of Life.